# Gastronomia de Turquia
La gastronomia de Turquia correspon al conjunt de costums culinaris dels habitants de les regions de Turquia. La cuina turca es considera una de les cuines més grans del món. Segons el crític gastronòmic Bonny Wolf, la cuina turca és una de les "Tres Grans Cuines" del món, juntament amb les cuines francesa i xinesa. Per Jaume Fàbrega, historiador especialitzat en història de la cuina, les cuines turca i peruana són les millors del món. La cuina de Turquia és coneguda per les seves característiques de pont entre la cuina persa, l'àrab, les cuines de Balcans i les del Caucas, i es pot dir que es troba en una posició destacada entre les cuines d'origen mediterrani no sols gràcies a la posició geogràfica del país, sinó al fet que té en comú amb les altres gastronomies un predomini de l'ús i empra de les verdures, les llavors i l'oli d'oliva com a ingredients en la major part dels seus plats. Aquesta cuina sembla haver influenciat les altres gastronomies de la seva regió en l'ús d'espècies, de rostit de carns, de varietats de dolços, etc. Per exemple, una font afirma que la cuina grega no és res més que una representació dels elements de les cuines turca i italiana. (p. 128) 

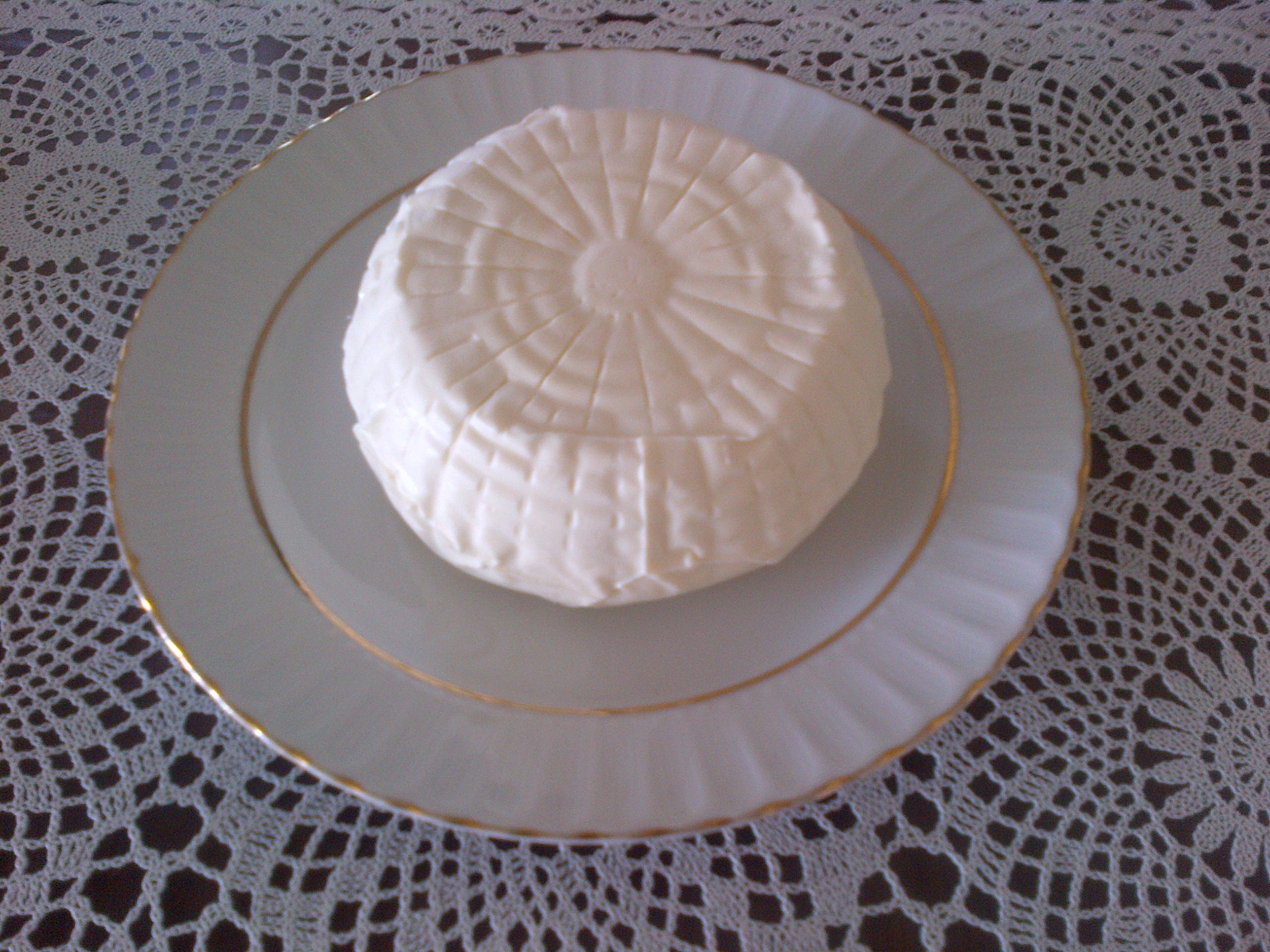
Çerkes peyniri, formatge turc anomenat "Circassià"

## Ingredients bàsics

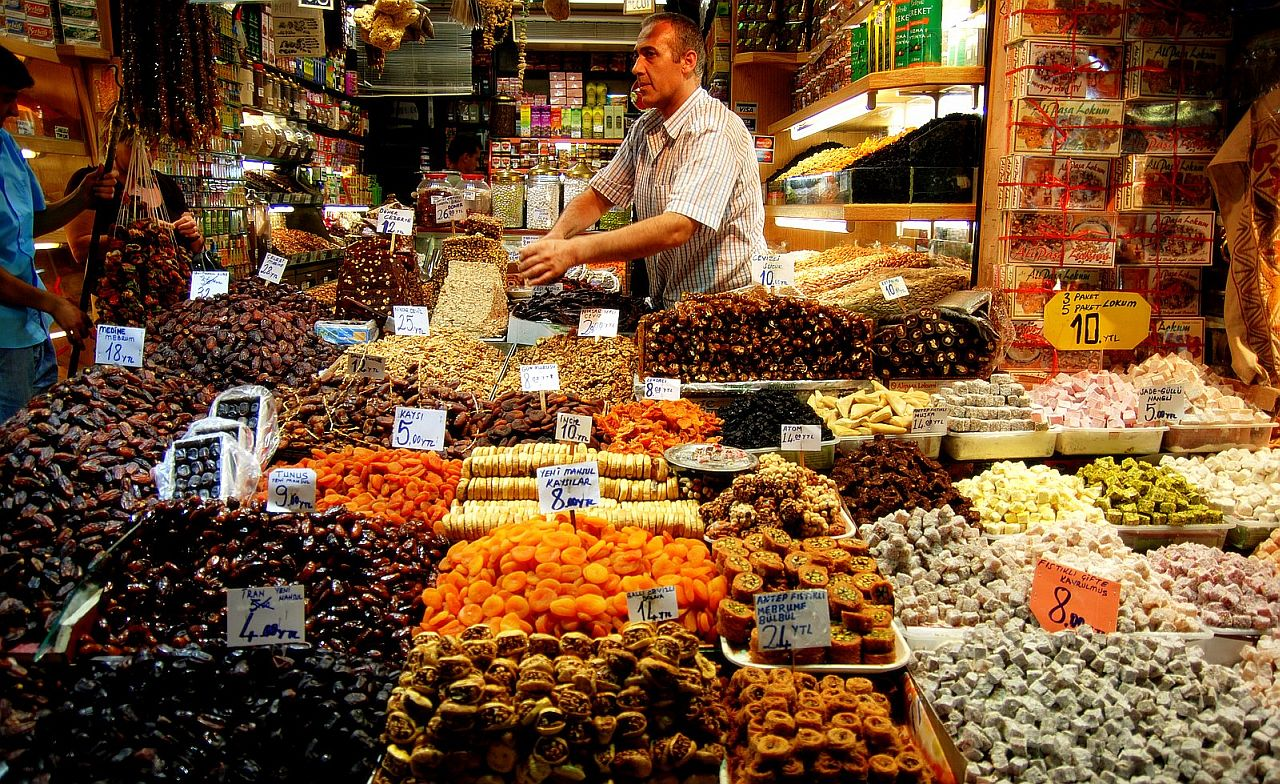
Parada al Basar de les Espècies d'Istanbul

La gastronomia turca es caracteritza per emprar una gran diversitat d'ingredients en l'elaboració dels seus plats; es pot dir que quasi tots aquests són molt equilibrats des del punt de vista nutricional, per exemple es barregen molt bé les carns amb els arrossos, mescles molt sàvies que van tenir origen en l'apogeu de l'Imperi Otomà (vegeu Gastronomia de l'Imperi Otomà) i també és influenciada per les cuines occidentals, especialment la francesa. En aquesta cuina tots els ingredients s'utilitzen en la seva estació. L'ús de les espècies es pot estendre a diversos plats turcs, una de les característiques és el seu ús abundant al sud del país i que es comercialitza en part dels mercats rondaires (vegeu Basar de les espècies (Istanbul) segon mercat cobert juntament amb el Gran Basar).
- Peix: sardina i anxova, tonyina, peix espasa, daurada, verat, etc.
- Marisc: musclo, gamba i llagostí.
- Carn: xai, pollastre, vedella.
- Hortalisses: tomàquet, cogombre, albergínia, carabassó, carxofa, ceba, pastanaga, etc.
- Llegums: cigró, llentilla, fava, mongeta, etc.
- Verdura i vegetals: enciam, espinacs, col, porro, api, patata, fulla de parra, etc.
- Greix: oli d'oliva. Mantega per als dolços.
- Formatge: el fornmatge turc més tìpic és generalment de color blanc i anomenat beyaz peynir (formatge blanc en turc) que de fet és brossat curat en salaó, i també hi ha formatges curats que, per comparació, se solen anomenar "grocs".
- Fruita fresca: figa, albercoc, préssec, síndria, meló, taronja, llimona, raïm, codony, magrana, poma, pera.
- Fruita seca: ametlla, avellana, festuc, nou, pansa, albercoc sec, pruna seca.
- Espècies: herbes del camp (farigola, romaní, etc.), safrà, comí, cardamom, canyella, vitxo, all, sèsam, sumak, mahlep, etc.
- Altres: salça, formatge blanc, iogurt, arròs, fideus, pa, tahina (pasta de sèsam), etc.

## Carns fredes

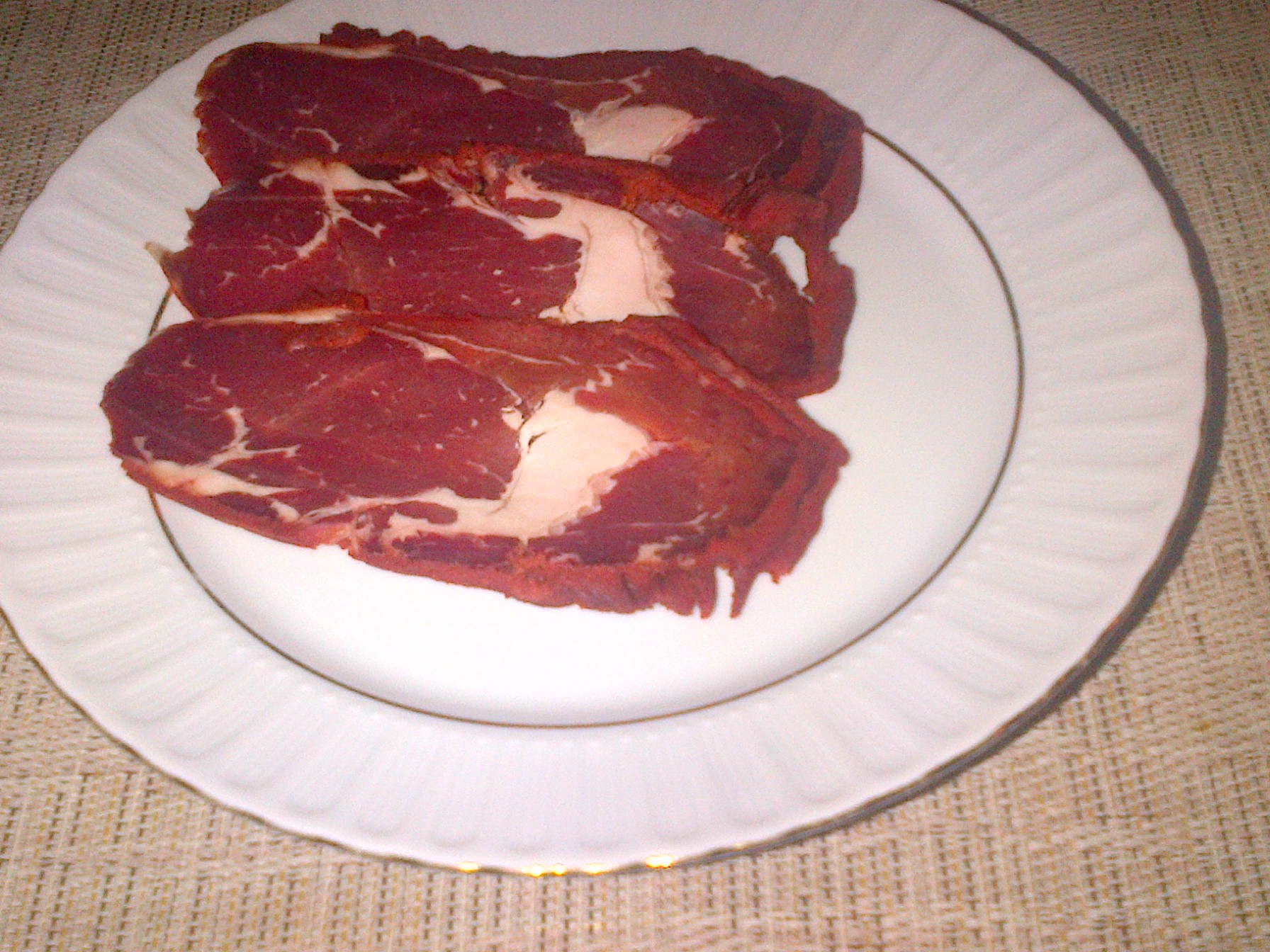
Pastırma turc.

- Pastırma
- Sucuk

## Esmorzar
(Vegeu Pans de Turquia també.)

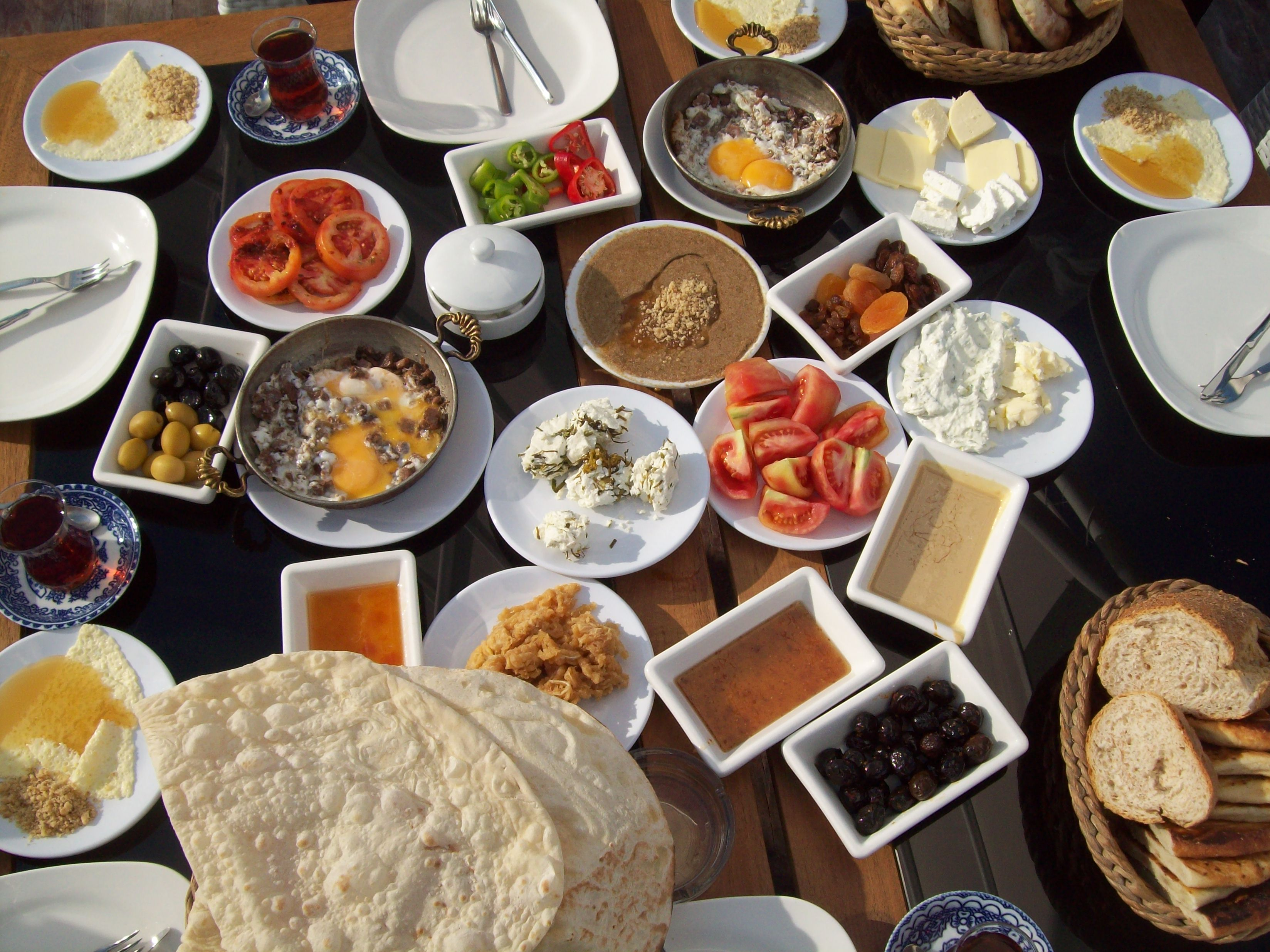
Esmorzar turc de Van.

A Turquia l'esmorzar (kahvaltı) pot ser diferent segons si es pren a regions metropolitanes o a regions rurals. A les regions rurals, tradicionalment, molta gent menja çorba (sopa) per a esmorzar. Altres mengen sıkım (o sıkma) similar al dürüm però amb formatge (moltes vegades çökelek). A les mateixes zones rurals, també és comú beure llet durant l'esmorzar, tot i que també es consumeix te turc. A les zones metropolitanes o en ciutats, generalment es consumeix te (o cafè, no tanta gent però cada vegada més). En canvi, el cafè turc es beu típicament després d'esmorzar. L'esmorzar inclou, generalment, beyaz peynir, kaşar peyniri (un altre formatge turc), olives (verdes i/o negres) o zeytin ezmesi, ou bullit, mantega o oli d'oliva (Regió de l'Egeu i parts de Marmara), reçel (melmelada amb fruites senceres) o melmelada, tahin-pekmez, helva, pans, o simit, açma o çörek.
En la cultura turca l'esmorzar és molt important. La família es reuneix per a esmorzar, al voltant d'una sofra, especialment el cap de setmana. L'esmorzar en família el cap de setmana és tot un ritual. Moltes vegades la família "gran" es reuneix i menja plegada. A l'esmorzar de cap de setmana és comú menjar, a part de tots els productes citats anteriorment, menemen o ous fregits i sucuk o pastırma també fregides. Alguns prefereixen yumurtalı ekmek com una alternativa als ous i pa. És pràctica comuna a Turquia de menjar tomàquets, cogombre i pebrots verds per esmorzar. També es consumeixen fruites i sucs de fruites. És moda, des de fa alguns anys, particularment a les grans ciutats, d'anar tots junts a un "kahvaltıcı", restaurant especial per a esmorzar, a menjar un àpat de tipus "brunch".

## Dinar i sopar

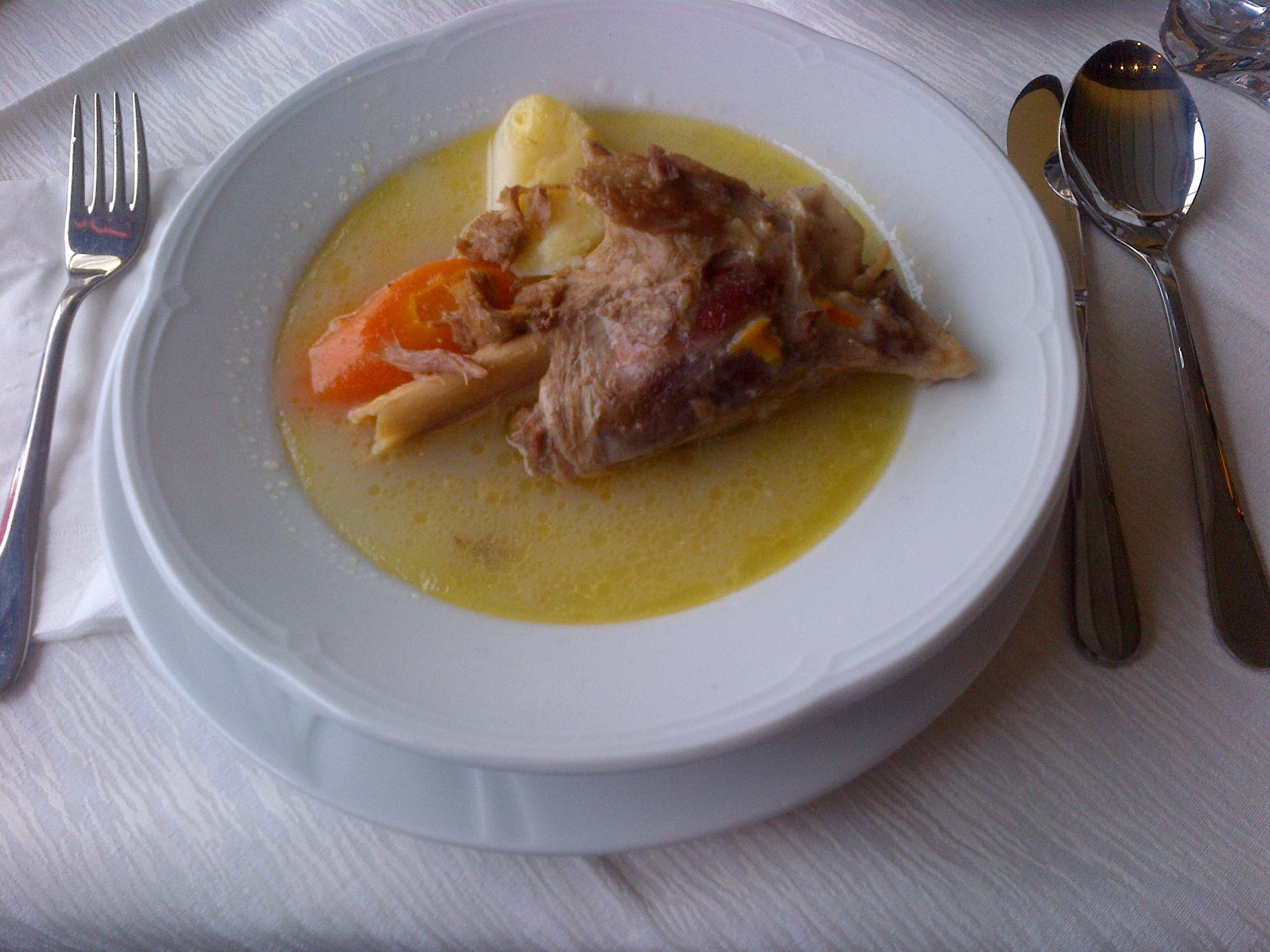
Kuzu haşlama.

Alguns plats turcs que es mengen per dinar o sopar, com a plat principal, són els següents:
- Amanides, a l'estil mediterrani, amb predomini d'hortalisses enfront de les fulles verdes. L'amanida més típica conté tomàquet, cogombre, cebes i s'anomena çoban salata.
- Keşkek: La tradició cerimonial de preparació de keşkek ha estat reconeguda com a Patrimoni Cultural Immaterial de la Humanitat per la Unesco.[12]
- Köfte sòn mandonguilles turques.
- Mantı, uns "raviolis" turcs amb salsa de tomàquet i iogurt amb all
- Meze, petites porcions de menjars diversos que es mengen com a aperitiu, sovint de manera que es puguin compartir, com és tradició a tota la mediterrània.
- Peix a la cassola amb verduretes i salsa, cambi algunes tagines i guisats de peix a la casserola.
- Peix fregit, a la graella, a la planxa o rostit.
- Pide, una altra mena de coca.
- Pilaki de fesol o de peix, que pot recordar el suquet de peix.
- Döner (kebab), carn rostida i tallada a trossets (es menja en restaurants).
- Lahmacun, una mena de coca de carn o de formatge blanc (peymacun) (es menja en restaurants o es compra en una fleca (lahmacun fırını) especial).

## Companatges

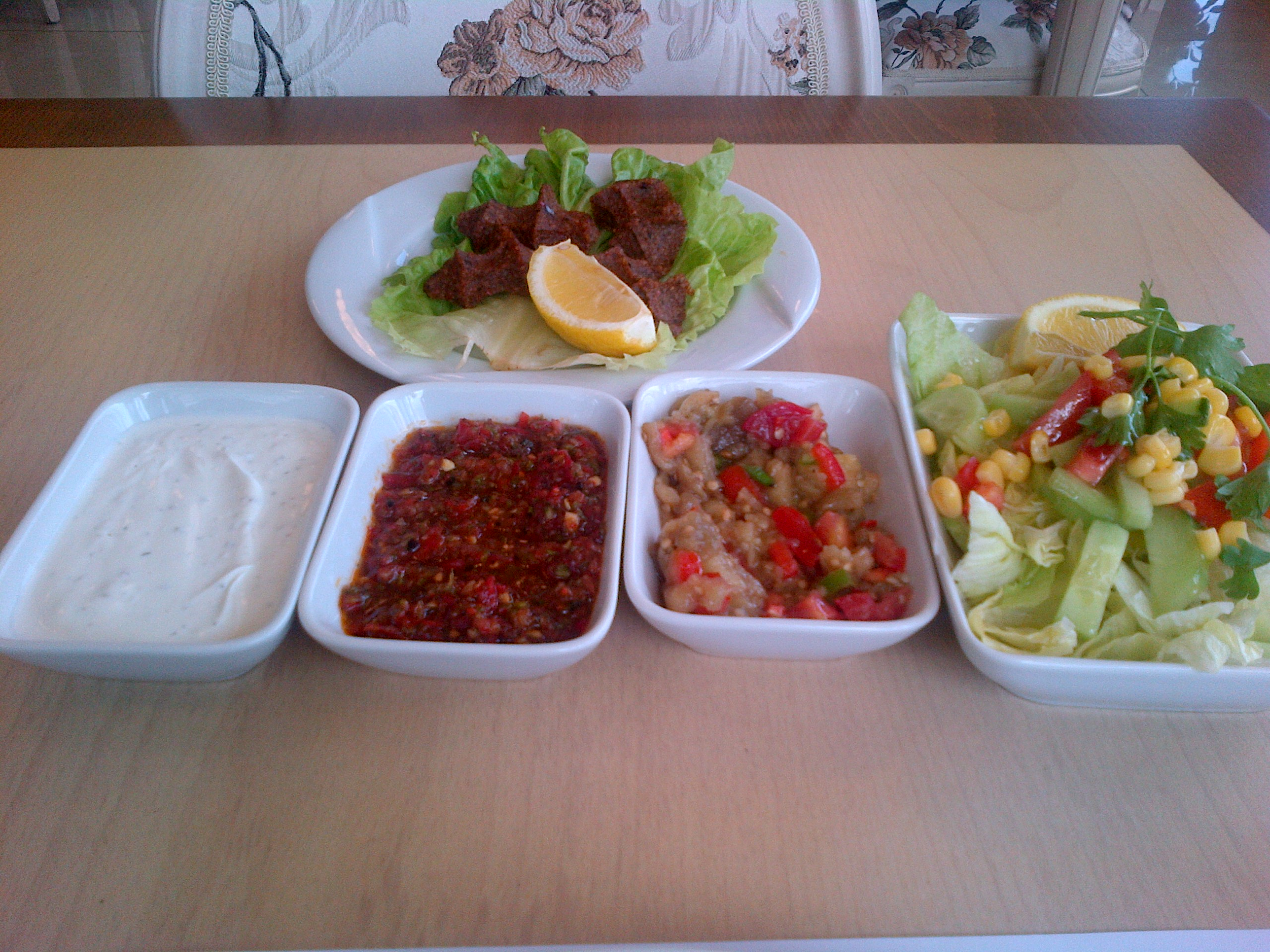
"Meze" o "pica-pica" en un restaurant turc.

A Turquia es menja amb pa rodona o de barra (francala), encara que en indrets turístics, a demanda dels turistes precisament, se serveixi cada cop més sovint pa sense molla de gènere pide o yufka. El pa es pot sucar amb oli d'oliva i sal, en una mena de pa amb oli que en realitat és comú a tota la mediterrània.
El pilav (pilaf turc) és gairebé inseparable dels plats de carn, i de kuru fasulye ("kuru-pilav") però rarament acompanya el peix, per exemple en hamsili pilav. Abunden els mulladors com ara l'hummus, el puré d'albergínia, la sopa freda de iogurt i cogombre, etc.

## Dolços i postres

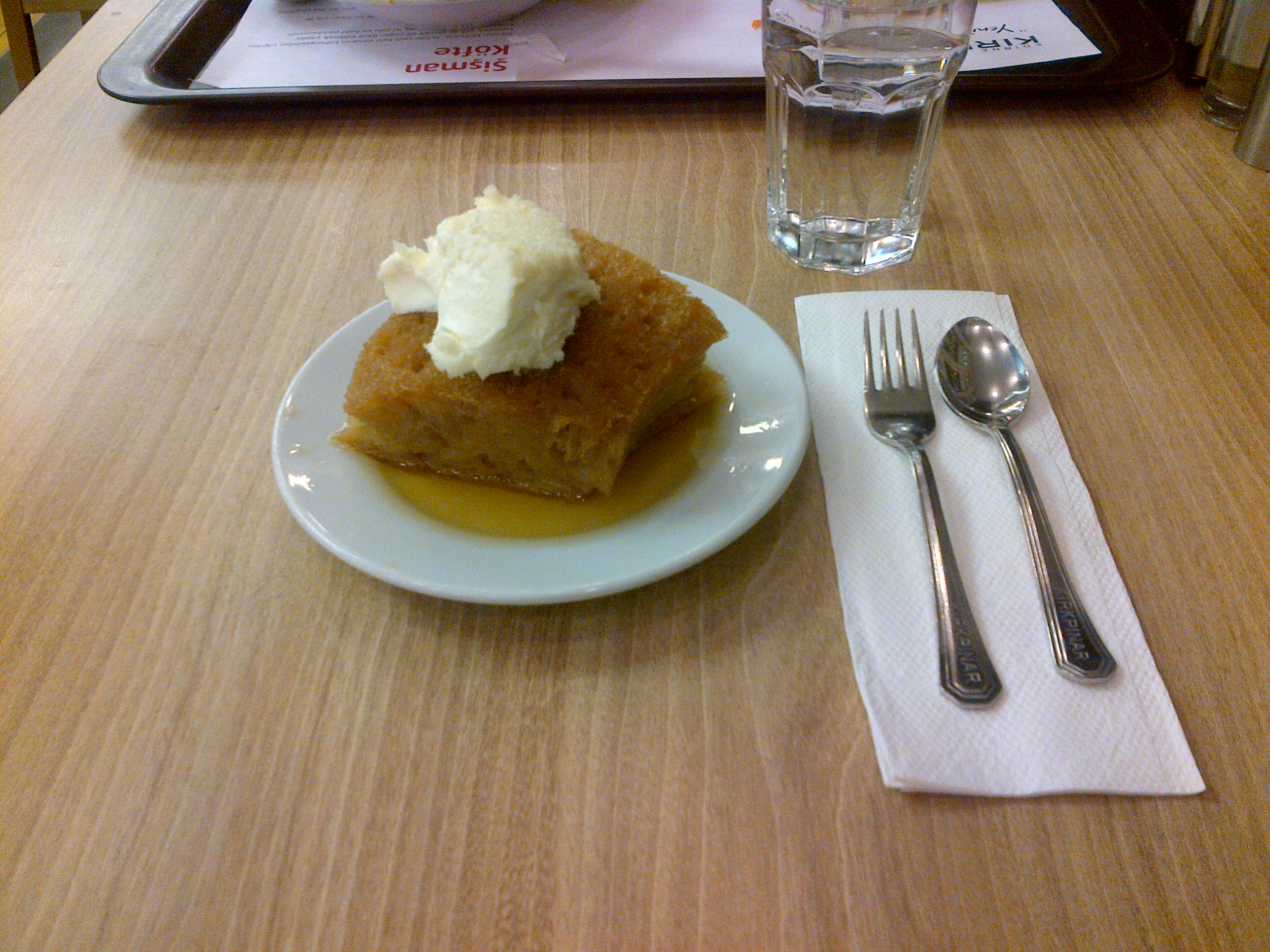
"Ekmek kadayıfı" amb kaymak, de la cuina turca

- Baklava, uns dolços molt bons que poden ser variats. Es fan també en altres indrets de la Mediterrània però per exemple, Gaziantep, és famosa pel seu baklava i, a Turquia, es coneix com la ciutat on van néixer aquestes postres.[14]
- Ekmek kadayıfı
- Helva, un producte de confiteria una mica semblant al torró dur dels Països Catalans
- Lokum o delícies turques, una mena de gominoles en forma de cub

## Begudes

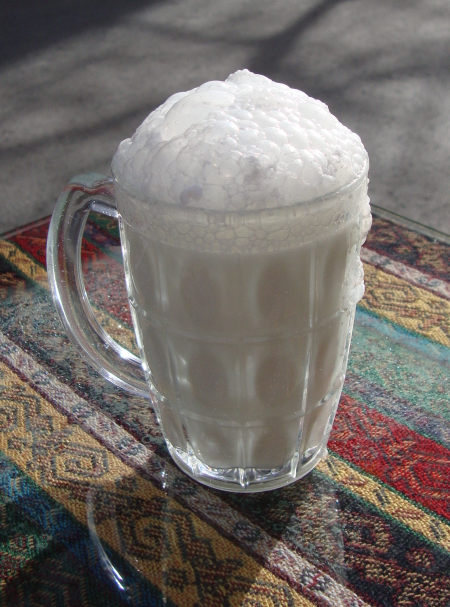
Un got dayran de Susurluk

- Ayran, beguda freda a base de llet fermentada d'ovella que es menja durant els àpats
- Boza, beguda a base de blat fermentat de lleuger gust agre-dolç
- Cafè turc, és considerat com a Patrimoni Cultural Immaterial de la Humanitat per la Unesco.[15][16]
- Rakı, una beguda alcoòlica (40°-50°) amb gust d'anís, que es beu sol o diluït en aigua o soda, com a aperitiu o durant un àpat. Fora d'àpats es pot acompanyar, per a menjar, de trossets de formatge blanc o de meló
- Salep, una beguda d'hivern amb llet i tubèrculs assecats de diverses espècies d'orquídea
- Te turc o çay

També es poden trobar vins i cerveses locals.